# Clinamen
Nella fisica epicurea, il clinamen è la deviazione spontanea degli atomi nel corso della loro caduta nel vuoto in linea retta; è una deviazione casuale, sia nel tempo sia nello spazio, che permette agli atomi di incontrarsi e dunque di aggregarsi (formando così le cose)

## Origini
Il concetto fu introdotto da Epicuro con il termine greco parenclisi (parénklisis, παρέγκλισις), successivamente tradotto da Lucrezio con il termine latino clinamen.
Nell'opera De rerum natura Lucrezio, esponendo la filosofia di Epicuro, afferma:

## Spiegazione
Probabilmente Epicuro fu indotto a introdurre il moto parenclitico innanzitutto per ragioni di ordine fisico, come spiegato anche da Lucrezio nel prosieguo del primo dei passi citati, in cui afferma che, se non deviassero, gli atomi non si combinerebbero e continuerebbero a "cadere" all'infinito nel vuoto. In secondo luogo, il clinamen sarebbe stato introdotto per ragioni etiche: grazie ad esso viene introdotto un elemento di spontaneità, un grado di libertà, conciliabile - almeno apparentemente - con la libertà umana; Epicuro quindi prende le distanze dalla ferrea necessità alla base dell'atomismo democriteo, come sempre Lucrezio afferma:
Secondo Epicuro, l'anima e gli dei olimpici sono composti di atomi. Solamente questi ultimi non si disaggregano e vivono eternamente felici, indifferenti al destino umano.